# Ахейське вторгнення
Ахейське вто́ргнення — здобуття держав Південної Греції переселенцями з півночі, яке відбулося за мікенської доби. Головну масу переселенців складали племена ахейців, очолювані фригійськими ватажками.
Згідно з міфами ахейців, що в давнину мешкали у Центральній Греції позбавили батьківщини їхні сусіди. Втративши рідну землю, ахейці облаштувалися на півночі країни — у Фтіотиді. І лише чекали слушної нагоди помститися кривдникам. Тому охоче приєдналися до походу фригійського царевича Пелопа, і склали більшість його війська. А згодом і сам Пелоп і його нащадки взяли собі ім'я ахейців, яке «робило» їх з фригійців греками. Про ахейське завоювання Греції, очолюване Пелопом, свідчать кургани, в яких були поховані фригійці, що "прийшли разом з Пелопом". Їх ховали як героїв, що загинули в битвах, і найбільше таких поховань було в Лаконіці.
Війну міф описує як сватання Пелопа до Гіпподамії, доньці царя Піси Еномая. Для того, щоб здобути руку Гіпподамії, він мав перемогти її батька у змаганні на колісницях. Здобути перемогу прибульцю допомогли подаровані Посейдоном крилаті коні, за іншою версією, — закоханий у Гіпподамію візник Еномая Міртіл, якому було обіцяно півцарства і Гіпподамію на одну ніч. Міртіл замінив металеву чеку в колісниці Еномая на воскову, колісниця розбилась і Еномай загинув. Коли Міртіл уночі прийшов до Гіпподамії, Пелоп, прагнучи позбутися свідка його сумнівної перемоги, штовхнув візника в море. Падаючи, Міртіл прокляв Пелопа і весь його рід. Це спричинило тяжкі випробування, яких зазнали сини Пелопа та їхні нащадки (див. Атрей, Тієст). Очищений Гефестом від крові Міртіла, Пелоп став володарем Піси.
Натомість перекази зберегли відомості й про війни Пелопа — зокрема з аркадським царем Стимфалом. Здолати його в битві Пелоп не зміг, тож прикинувся його другом, підступно вбив та розрубав на шматки. Зрештою Пелоп та його нащадки стали царями у різних куточках Південної Греції — від Піси на заході до Спарти і Трезени на сході. Мегарський престол зрештою дістався сину Пелопа Алкафою. А найбільший грецький півострів почали іменувати Пелопоннесом, тобто «островом Пелопа». Можливо саме про державу Пелопа повідомляють і хеттські архіви, іменуючи її «Аххіявою».
Прибульці перетворилися на панівну верству здобутих ними держав, а підкорені тубільці — на підданих, головним обов'язком яких було утримання мешканців палаців та їхнього війська. З часом ахейцями почали іменувати себе навіть ті володарі, які не належали ані до цього племені, ані до династії Пелопа. 